# Bojnik (Bułgaria)
Bojnik (bułg. Бойник) – wieś w Bułgarii, w obwodzie Kyrdżali, w gminie Krumowgrad. Obecnie wieś jest wymarła.